# Seifhennersdorf
Seifhennersdorf est une ville de Saxe (Allemagne), située dans l'arrondissement de Görlitz, dans le district de Dresde. Sa population est en constante diminution. Elle a perdu la moitié de ses habitants en une trentaine d'années. Elle se monte au 31 décembre 2018 à 3 676 habitants.

## Histoire
La ville a été épargnée par les bombes de la Seconde Guerre mondiale et les Soviétiques y sont entrés sans combat le 9 mai 1945, jour de la capitulation signée avec l'URSS.

## Personnalités liées à la ville
- Bruno Paul (1874-1968), architecte allemand
- Rica Reinisch (1965-), nageuse est-allemande
- Silke Grimm (1967-), femme politique allemande